# Karl Itzinger
Karl Itzinger (* 26. Februar 1888 in Ried im Innkreis; † 13. April 1948 in Linz) war ein oberösterreichischer Zeitungsverleger und Schriftsteller. Er schrieb auch unter dem Pseudonym Kunz Iring.

## Biografie
Karl Itzinger war Redakteur und Zeitungsverleger in Wels. Er gab die „Bauern-Zeitung“, das „Innviertler Volksblatt“ und das „Mühlviertler Volksblatt“ heraus. Unter dem Pseudonym Kunz Iring veröffentlichte er Propagandaschriften im national-esoterischen Münchner Ludendorff-Verlag. Bekannt wurde Itzinger in den 1930er Jahren durch die Romantrilogie „Ein Volk steht auf“. In der letzten Phase der austrofaschistischen Regierung von Kurt Schuschnigg – vor dem Anschluss Österreichs – wurde der erste Teil der Trilogie („Das Blutgericht am Haushamerfeld“) vorübergehend verboten.
Itzinger war Mitglied des Stabes der illegalen SA-Obergruppe Österreich und Führer des „Freikorps Oberland“. Nach der Machtübernahme durch die Nationalsozialisten machte er Karriere. Am 30. Mai 1938 beantragte er die Aufnahme in die NSDAP und wurde rückwirkend zum 1. Mai desselben Jahres aufgenommen (Mitgliedsnummer 6.369.665). Er wurde SA-Obersturmbannführer, ehrenamtlicher Kreisschulungsleiter der NSDAP für Linz-Stadt von 1938 bis 1939 und Gauhauptstellenleiter für die bäuerliche Nachwuchserziehung und -schulung von 1942 bis 1944. Gegen Kriegsende war er in Lambach als Ausbilder und Leiter einer Volkssturmeinheit.
Nach Kriegsende wurden Itzingers Schriften Not und Kampf deutscher Bauern (1935), Die Habsburger in der Geschichte der Deutschen (1936), Nie wieder Habsburg! (1937), Vom Verräter zum Heiligen? (1938) und Tagebuch vom 10. Februar bis 14. März 1938. Ein Überblick über die letzten Jahre des Kampfes und des ersten Tage des Sieges (1938) in der sowjetischen Besatzungszone auf die Liste der auszusondernden Literatur gesetzt.
Itzinger wurde 1947 von Polizei und Staatsanwaltschaft nach dem Verbotsgesetz angezeigt und es wurde seine Überstellung aus dem Internierungslager Glasenbach an das landesgerichtliche Gefängnis beantragt. Er starb im April 1948.

## Nachleben
Seine Witwe wandte sich brieflich an die von Josef Bick geleitete „Zentralkommission zur Bekämpfung von NS-Literatur“ mit der Bitte, die Werke ihres verstorbenen Gatten im Leopold Stocker Verlag neu herausgeben lassen zu dürfen. Sie vertrat die Ansicht, die Bücher ihres Mannes könnten keine nationalsozialistische Gesinnung transportieren, denn das Thema der Bücher stamme „aus der Zeit 1625. Da kann man den Büchern wirklich keine gefährliche Tendenz unterschieben.“ Aber der Kommission war Itzingers NS-Vergangenheit bekannt.
Itzingers nationalsozialistische Vergangenheit geriet dann in Vergessenheit. Erst 2012 wieder beleuchteten der Literaturwissenschaftler Christian Schacherreiter und der Historiker Hannes Koch erneut Itzingers Vergangenheit. Sie fanden das nationalsozialistische Handeln und Gedankengut Karl Itzingers, das auch in seinen Schriften klar sichtbar wird, eindeutig belegt.
Seine Enkelin Irmtraud Greifeneder-Itzinger (* 18. April 1944) ist Autorin von Dialektgedichten und Kinderbüchern. Sie ist seit 1988 Vorstandsmitglied des Stelzhamerbundes, eines Vereines der Freunde oberösterreichischer Mundart.
Seit 1925 wird zweijährlich auf der Naturfreilichtbühne Frankenburg von dem Laientheater „Würfelspielgemeinde“ das Schauspiel „Das Frankenburger Würfelspiel“ nach dem Roman „Der Bauerntod“ von Karl Itzinger aufgeführt.

## Rezeption
Die Romantrilogie „Ein Volk steht auf“ wurde nach 1945 zum wissenschaftlichen Forschungsgegenstand im Rahmen der Untersuchung nationalsozialistischer Literatur.

## Erinnerung
- In Frankenburg am Hausruck existiert der Itzingerweg, der nach Karl Itzinger benannt ist.
- Die Itzingerstraße in Ried im Innkreis wurde 1981 nach Karl Itzinger benannt. Mit Gemeinderatsbeschluss vom 5. Juli 2012 wurde sie dem aus Pattigham stammenden Priester Josef Itzinger (17. November 1918 – 28. Februar 2012) gewidmet, der 1945 Mitglied der „Österreichischen Freiheitsbewegung“ war.[8]

## Werke
unter dem Pseudonym Kunz Iring
- Not und Kampf deutscher Bauern : (Bauernkriege). – München : Ludendorffs Verlag, 1935. – 48 S.
- Nie wieder Habsburg! / Iring, Kunz ; Dietrich, B. – München : Ludendorffs Verlag, 1936. – 64 S. (Enth.: Die Habsburger in der Geschichte der Deutschen / von Kunz Iring. Der Weg zur Jesuitendiktatur in Österreich 1918 - 1935 / von B. Dietrich)
- Vom Verräter zum Heiligen? : der Verrat Karls des Letzten am Bundesgenossen. – München: Ludendorffs Verlag, 1938. – 35 S.

als Karl Itzinger
- Das Blutgericht am Haushamerfeld. Aus der Leidens- und Heldenzeit des Landes ob der Enns : Roman. – 1.–20. Tsd. – Graz: Leopold Stocker Verlag, 1933. – (Ein Volk steht auf; Teil 1). – (Der Roman erschien bereits 1925 unter dem Titel „Der Bauerntod“. Die Auflage von 1940 erschien unter dem Titel „Das Blutgericht am Haushamerfeld oder Das Frankenburger Würfelspiel“.)
- Es muß sein! Der Kampf eines deutschen Volkes um Freiheit, Glaube und Heimat. Roman. – Graz: Stocker, 1933. – 421 S. – (Ein Volk steht auf; Teil 2)
- Ums Letzte. Das Ende eines deutschen Kampfes um Freiheit, Glaube und Heimat. Roman. – Graz u. Leipzig : Stocker, 1937. – 315 S. – (Ein Volk steht auf; Teil 3)
- Der Ketzerfürst. Roman einer Geisteswende. – Graz u. Leipzig : Stocker, 1941. – 384 S.
- Tagebuch vom 10. Februar bis 14. März 1938. Ein Überblick über die letzten Tage des Kampfes und die ersten Tage des Sieges. Zeitgeschichte-Verlag Ernst Seidl, Linz a. d. Donau 1938.